# Chilufya Mwenya
Chilufya Mwenya – zambijski piłkarz grający na pozycji pomocnika. W swojej karierze rozegrał 2 mecze w reprezentacji Zambii.

## Kariera klubowa
W swojej karierze piłkarskiej Chanda grał w klubie Vitafoam United FC.

## Kariera reprezentacyjna
W reprezentacji Zambii Chanda zadebiutował 8 marca 1986 roku w przegranym 2:3 grupowym meczu Pucharu Narodów Afryki 1986 z Kamerunem, rozegranym w Aleksandrii. Na tym turnieju rozegrał jeszcze jeden mecz grupowy, z Marokiem (0:1). Mecze w Pucharze Narodów Afryki były jego jedynymi rozegranymi w kadrze narodowej.